# Săceni
Săceni es una comuna ubicada en el distrito de Teleorman, Rumania.

## Superficie
Posee una superficie de 71,92 kilómetros cuadrados.

## Demografía
Hasta 2021 la población era de 1011 habitantes, con una densidad de población de 14,06 habitantes por kilómetro cuadrado.